# Ocrepeira lapeza
Ocrepeira lapeza là một loài nhện trong họ Araneidae.
Loài này thuộc chi Ocrepeira. Ocrepeira lapeza được Herbert Walter Levi miêu tả năm 1993.